# 基多冰川
62°27′S 59°47′W / 62.450°S 59.783°W

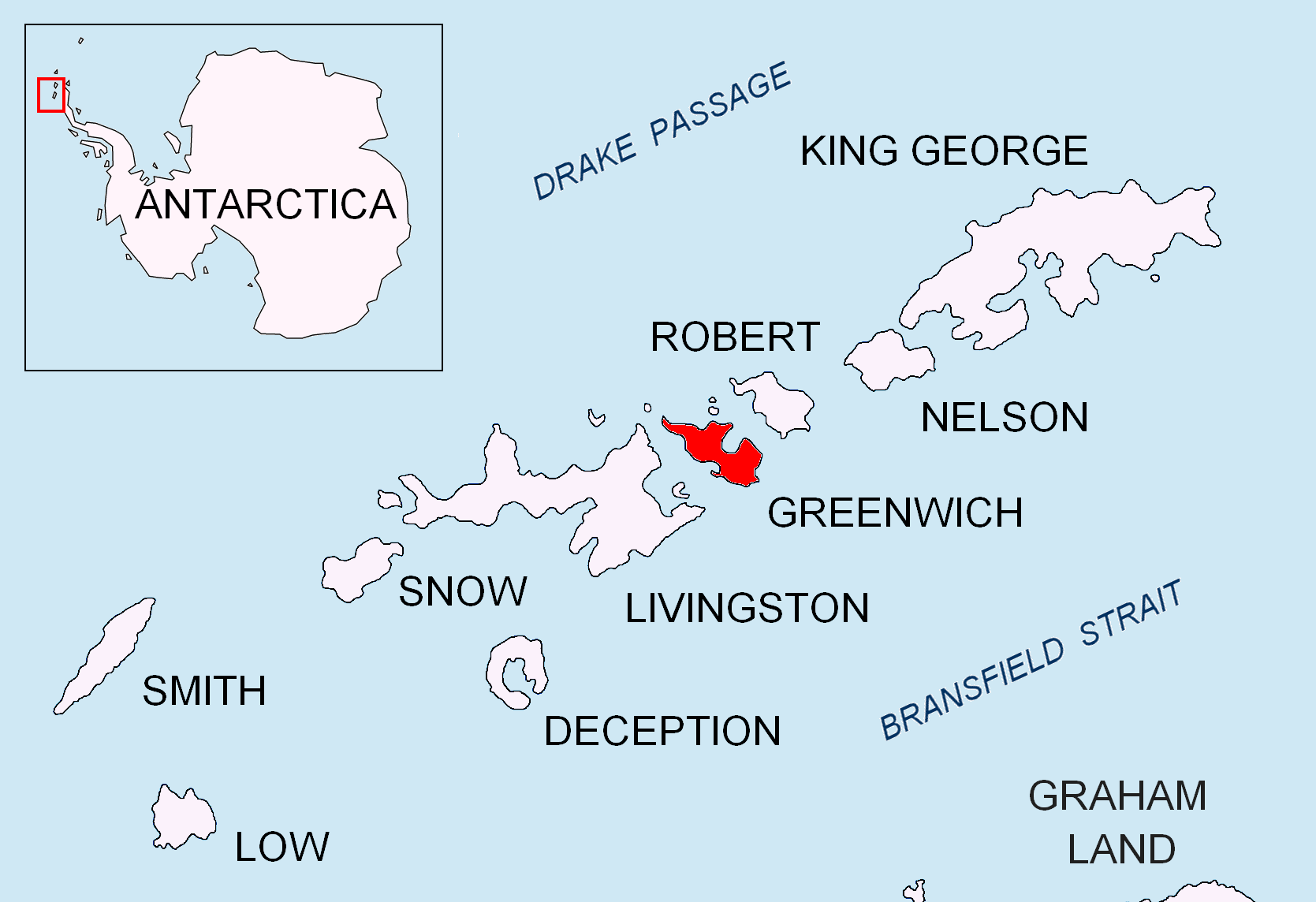

基多冰川是南極洲的冰川，位於南設得蘭群島的格林尼治島，流經普利茅斯山的東北坡，由厄瓜多爾的探險隊以該國的首都命名。

## 外部連結
- SCAR Composite Antarctic Gazetteer（页面存档备份，存于）.